# Berndt Didrik Mörner (1639–1710)
Berndt Didrik Mörner, född 26 september 1639, död 5 maj 1710, var en svensk friherre, militär och landshövding. 

## Biografi
Berndt Didrik Mörner var som militär med vid belägringarna av Köpenhamn och Hall, slaget vid Fehrbellin samt Bohus undsättning och utsågs senare till överste för Jönköpings regemente 7 augusti 1677.
Han utsågs till landshövding i Blekinge län 11 januari 1700 och lämnade denna tjänst 20 augusti 1706.
Mörner var först gift med Märta Oxehufvud och senare med Catharina Hård af Segerstad. Med sin första hustru fick han två barn och med sin andra åtta.